# Dyke
Pour les articles homonymes, voir Dyke (homonymie).

Bloc diagramme schématique, modélisant différents types d'intrusions :
2. et 4. Intrusion traversant les couches géologiques : dyke.
5. Intrusion respectant les lignes de forces de l'encaissant sans déformation : sill.

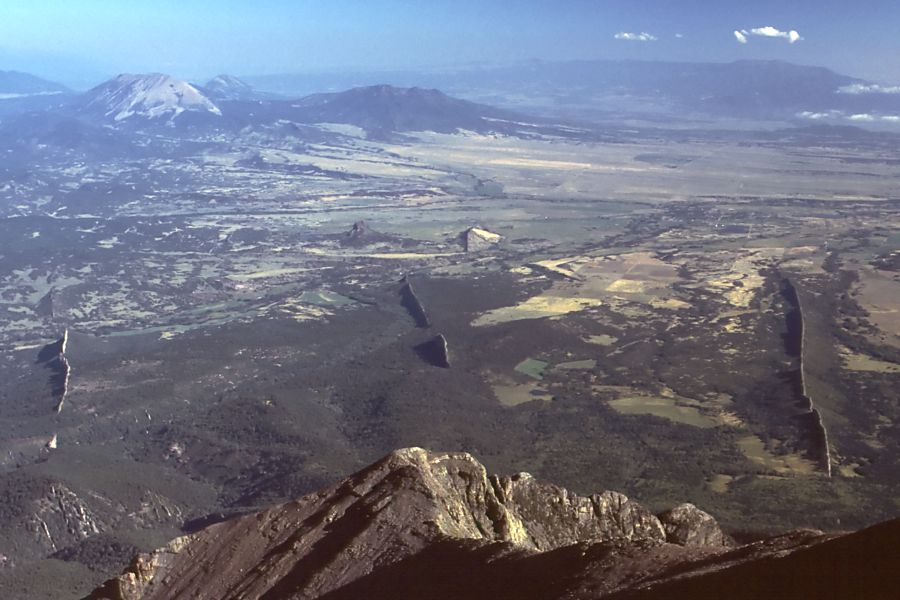
Trois dykes mis en évidence par l'érosion différentielle dans le Colorado

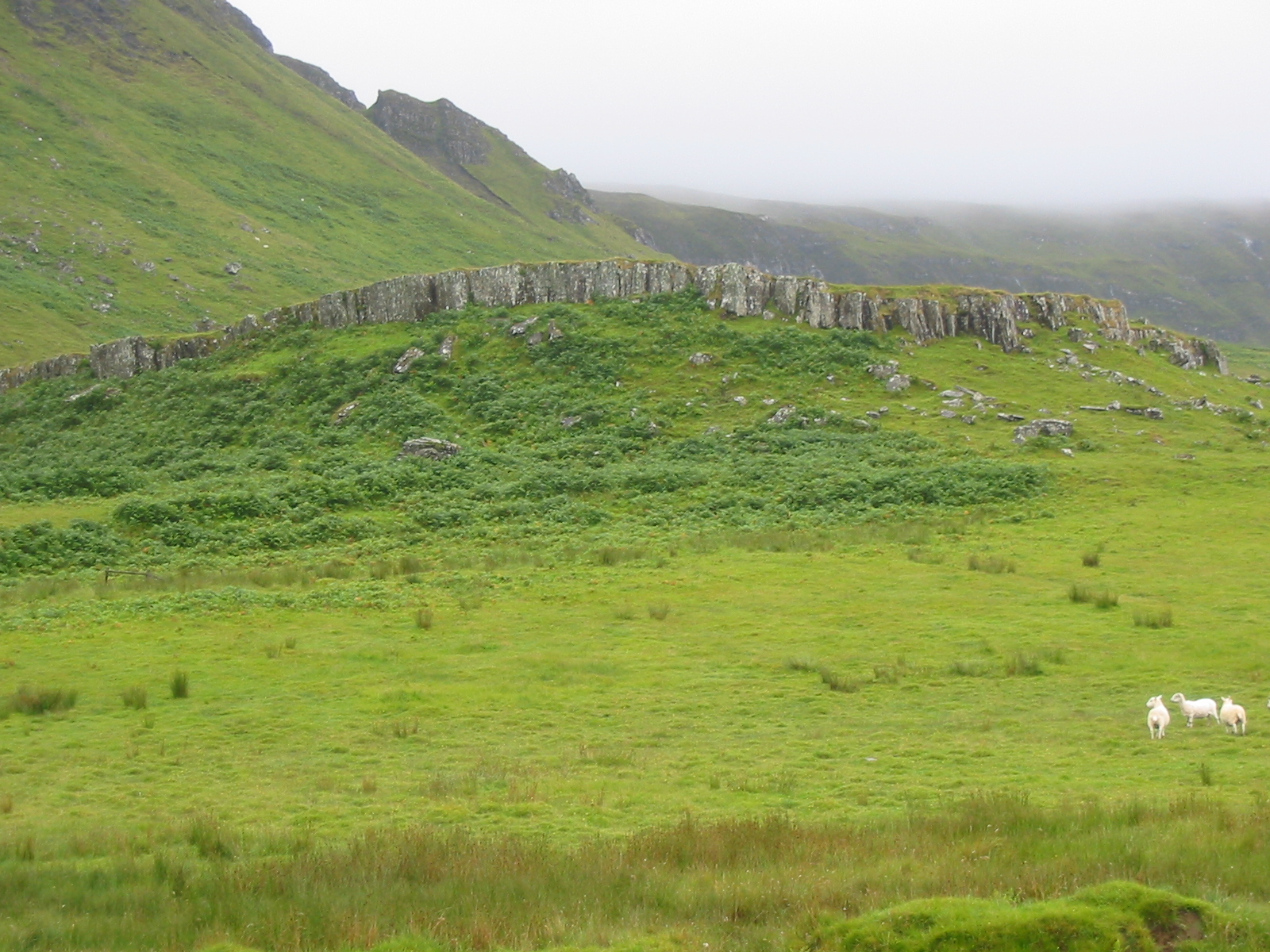
Dyke mis au jour par l'érosion différentielle, île de Mull, Écosse

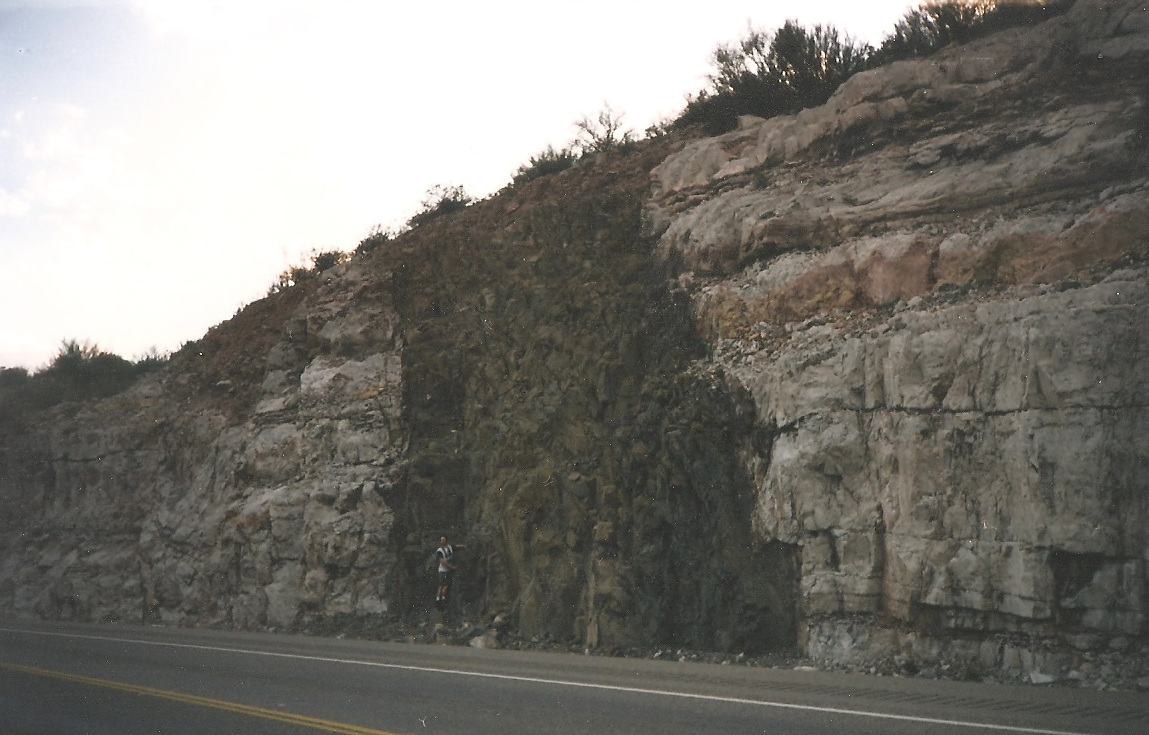
Dyke dans des grès, Arizona

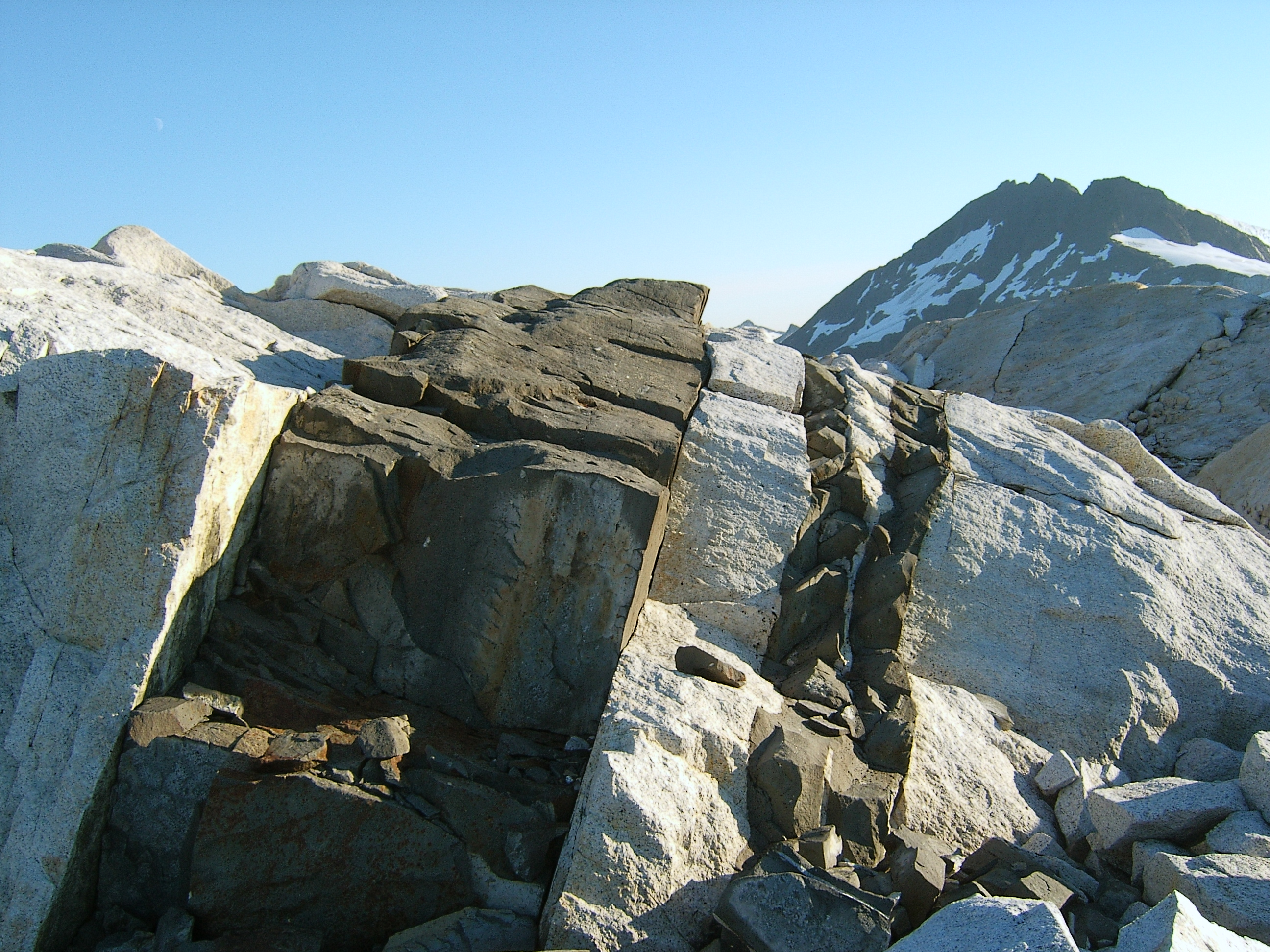
Dyke, Baranof Cross-Island Trail, Alaska

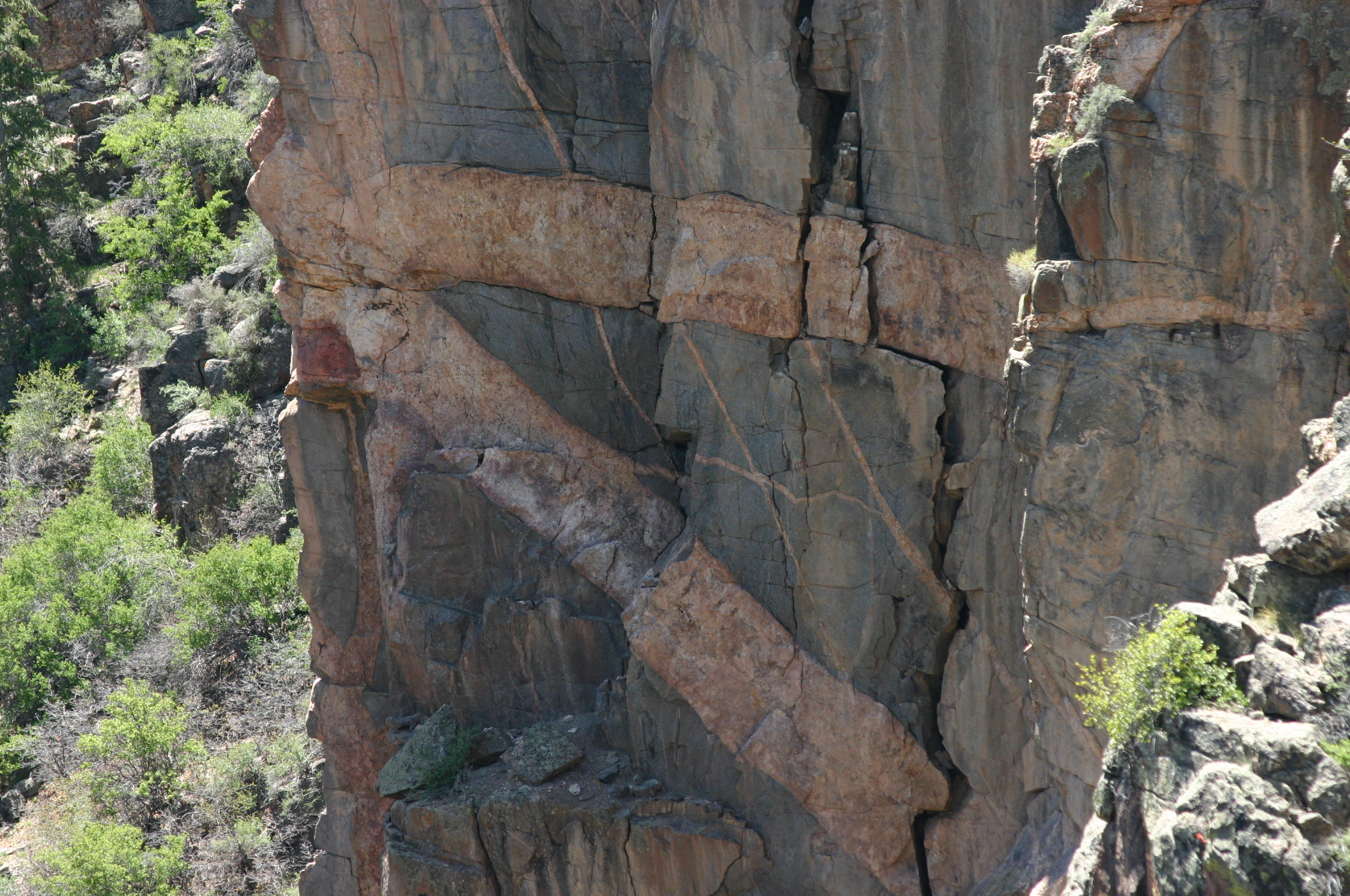
Dykes, Black Canyon, Gunnison National Park, Colorado

Un dyke, ou dike, est un filon de roches qui s'est injecté dans une fracture de l'encaissant. De ce fait, un dyke recoupe les autres roches qu'il traverse (à la différence d'un sill). Le dyke est un phénomène intrusif dans une fissure d'ouverture transversale. Selon les principes de la stratigraphie, son âge est donc toujours plus jeune que celui des roches encaissantes.
Le terme provient de l'anglais dyke (à rapprocher du néerlandais dijk, qui a donné le mot français « digue »), se référant à la barre rocheuse constituée lorsque le dyke se trouve en position proche de la verticale. À la faveur d'une érosion différentielle, un dyke peut en effet se retrouver isolé de son encaissant et former un mur.
- La plupart des dykes sont des filons volcaniques constitués de roches magmatiques effusives, qui se sont injectées à l'état liquide.
- Les dykes dits « neptuniens » (par opposition au plutonisme) ou « clastiques » sont en revanche composés de roches sédimentaires que l'on appelle alors des injectites (par exemple du sable).
- Certains dykes sont constitués de roches métamorphiques. Il s'agit alors de dykes magmatiques ou neptuniens qui ont été affectés, en général longtemps après leur mise en place, par un métamorphisme régional (qui a affecté aussi l'encaissant, naturellement).

## Caractéristiques géologiques
Les dykes et sills formés dans des fractures peuvent être raccordés aux cheminées volcaniques, exprimées en surface sous forme de necks. L'épaisseur d'un dyke peut varier de quelques centimètres à quelques dizaines de mètres tandis que son extension horizontale, à l'affleurement, peut atteindre plusieurs kilomètres. L'épaisseur du filon est généralement plus petite que les deux autres dimensions.
Dykes, sills et necks résistent en général mieux à l'érosion que des appareils volcaniques comme les cônes, surtout constitués de cendres ou de scories.

Différence entre sill et dyke.

## Mise en place des dykes
Les dykes peuvent apparaître en essaim, jusqu'à plusieurs centaines, mis en place quasi simultanément lors d'un même événement intrusif (par exemple, les dykes du Mackenzie dans les territoires du Nord-Ouest, Canada). Souvent sources d'éruptions fissurales car constituant des réseaux par lesquels le magma se déplace sur de grandes distances. La vitesse de mise en place peut atteindre un mètre par seconde. Cette rapidité de déplacement permet à la lave de ne pas se solidifier trop rapidement au contact des roches plus froides qu'elle traverse. Dans un dyke de 2 m de large, avec un magma avançant à 1 m/s, la température ne chute que de 20 °C en 10 km.
Un neck peut correspondre à un élargissement localisé d'un dyke selon un débit de lave augmenté. La montée du magma produit alors une déformation des roches encaissantes en extension, des fissures apparaissent alors radialement et en anneaux et se remplissent de lave, ce qui donne un réseau de dykes radiaires ou annulaires autour du corps principal.
Des expériences analogiques (en) suggèrent que l'épaisseur d'un dyke vertical ou sub-vertical est proportionnelle à la vitesse d'injection, et indépendante de la flottabilité et du débit volumique (la largeur du dyke, en revanche, est proportionnelle à ce débit).

## Formes et exemples
- La carrière du puy de Lemptégy dans la chaîne des Puys, en Auvergne (France), montre un superbe ensemble de dykes, dégagés lors de l'exploitation de la pouzzolane, et formant un réseau en étoile depuis l'une de deux cheminées (édifice Lemptégy II).
- L'ensemble des dykes de la vallée de Chaudefour, le plus spectaculaire du Massif central : dent de la Rancune (alt. 1 493 m), crête de Coq (alt. 1 500 m).
- L'ensemble des dykes du Velay en Haute-Loire (France), dont le rocher Saint-Joseph.
- Chastel-Marlhac (Cantal, France).
- Le massif de Konder en Russie, exploité pour ses nombreux minéraux rares.
- Les dykes ignés du nord de l'Angleterre[b].